# 崇实女中旧址
崇实女中旧址为中国江苏省镇江市的一处历史建筑，位于市中心润州区。
1884年，美以美会在此处开办崇实女中及妇幼医院，占地四十余亩，现保留两座历史建筑，分别为“E”字形的三层原学生宿舍楼，以及三层券廊式建筑，原妇幼医院楼，建于1914年。崇实女中曾改为江苏省镇江市第二中学，现已恢复原名。2019年3月，崇实女中旧址被列为江苏省文物保护单位。